# Neuenkirchen (Renania Settentrionale-Vestfalia)
Neuenkirchen è un comune di 13 865 abitanti della Renania Settentrionale-Vestfalia, in Germania.
Appartiene al distretto governativo (Regierungsbezirk) di Münster ed al circondario (Kreis) di Steinfurt (targa ST).